# Parvipsitta porphyrocephala
El lori coronipúrpura (Parvipsitta porphyrocephala, sin. Glossopsitta porphyrocephala) es una especie de ave psitaciforme de la familia Psittaculidae endémica del sur de Australia. Se encuentra en las zonas de matorral y arboladas como el mallee de Australia meridional. Es un loro pequeño identificable por tener la parte frontal del píleo morada, la frente y coberteras auriculares naranjas y las partes inferiores de color azul claro.

## Taxonomía

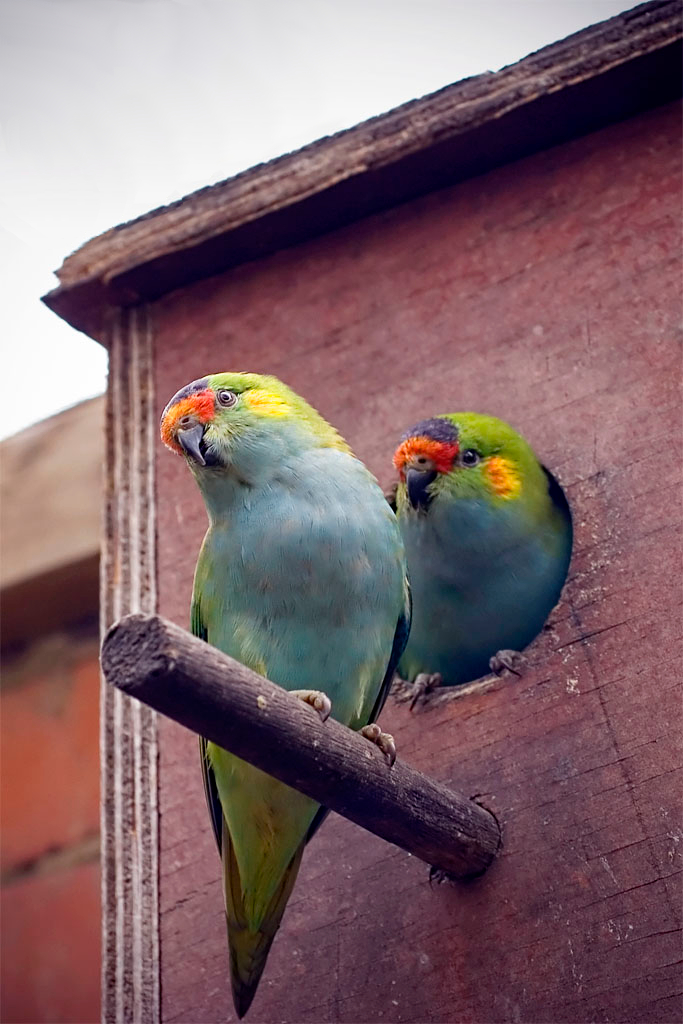
Lori de corona púrpura (Glossopsitta porphyrocephala). Fotografía tomada en Rainbow Jungle en Kalbarri, Australia Occidental.

El lori coronipúrpura fue descrito científicamente en 1837 por Lionel Dietrichsen, con el nombre binomial de Trichoglossus porphyrocephalus. Posteriormente fue trasladado al género Glossopsitta, para terminar clasificándose como un de los dos miembros del género Parvipsitta. Su nombre científico deriva de las palabra griegas porphuros «púrpura» y kephalē «cabeza».

## Descripción

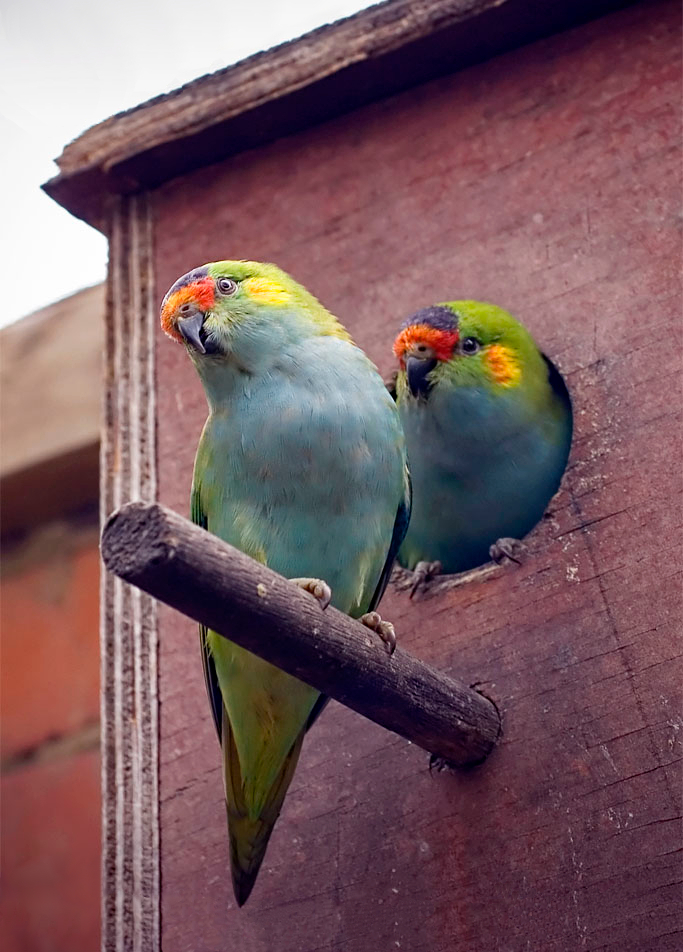
Pareja en una caja de anidamiento.

Mide alrededor de 16 cm de longitud. El macho tiene el plumaje de las partes superiores y flancos de color verde, salvo la parte frontal del píleo que es morada y la frente, lorum y coberteras auriculares de color naranja. Sus partes inferiores son de color azul claro, salvo los muslos verdes y la parte inferior de la cola que es verde amarillenta. Su cola verde tiene algo de rojo en la pluma de las plumas laterales. Tiene manchas de color rojo carmesí bajo las alas visibles solo en vuelo. Su pequeño pico curvado es negro, sus patas grises y el iris de sus ojos castaño. La hembra es similar pero tiene el iris más oscuro, las coberteras auriculares más claras y carece de las manchas carmesí. Los inmaduros son de tonos más apagados y carecen de la coloración morada de la cabeza.
Su llamada consiste en agudos tsit, además de parloteos mientras comen en las copas de los árboles.

## Distribución y hábitat

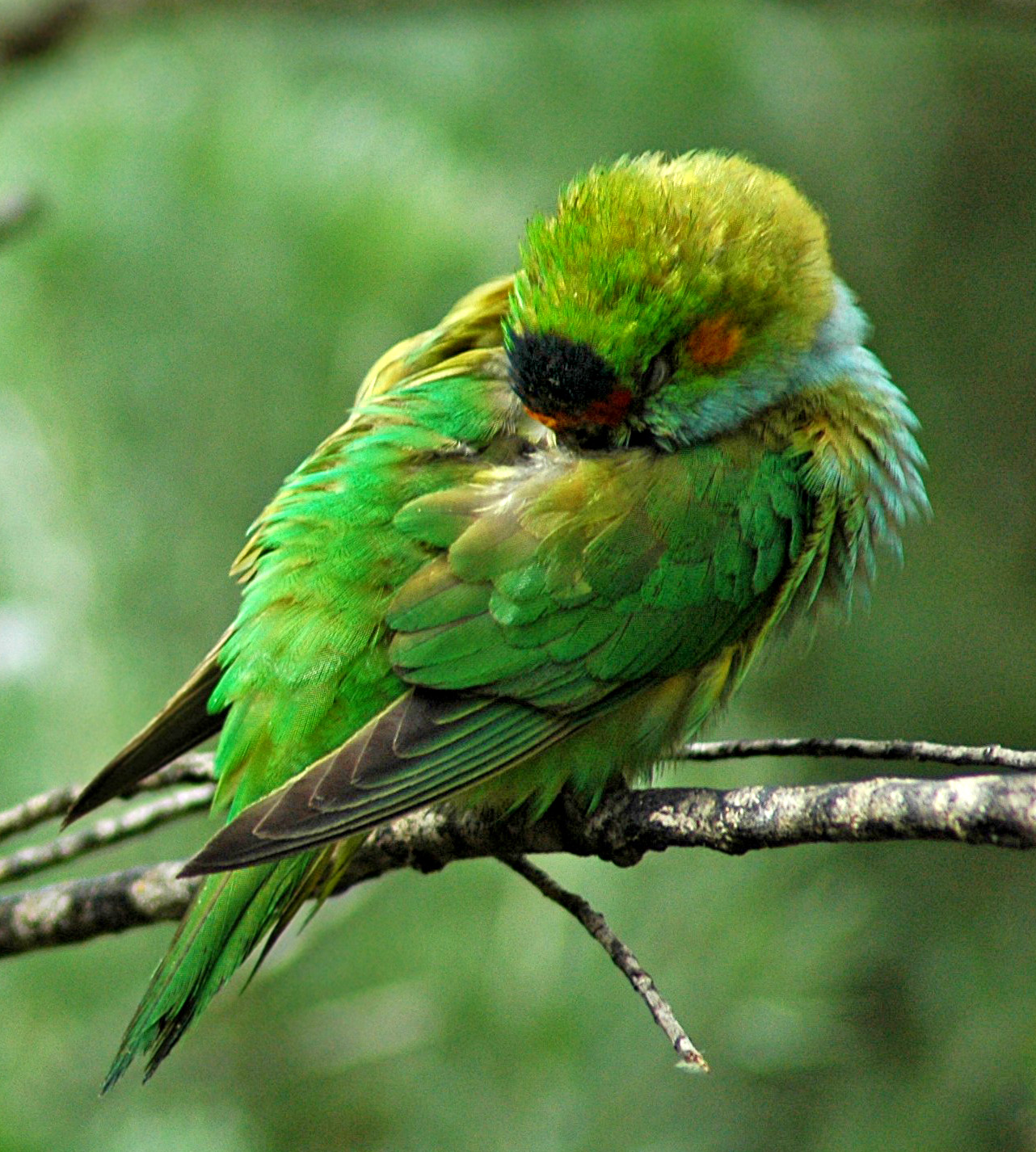
Ejemplar acicalándose en Australia occidental.

El lori coronipúrpura se encuentra en dos zonas separadas de Australia al suroeste al sur, al este del sur de la península de Eyre por los montes Gawler y el sur de los montes Flinders y por Victoria hasta Gippsland oriental. También se encuentra en la isla Canguro, aunque no se encuentra en Tasmania.
Es un nómada local que a menudo se encuentra en los bosques secos esclerófilos, especialmente cuando los eucalyptus florecen.

## Comportamiento
Generalmente se encuentra en pequeños grupos, aunque puede congregarse en grandes bandadas, y puede aparecer en compañía de los loris carirrojo y almizclero. Vuela rápido y en línea recta, y pasa la mayor parte del tiempo en las copas de los árboles lejos del suelo.

### Alimentación
Se alientan de materia vegetal como los brotes de varias especies de los géneros Eucalyptus y Melaleuca, además de Myoporum insulare.

### Reproducción
La época de cría transcurre de agosto a diciembre y solo crían una nidada. Su nido consiste en un pequeño hueco en un árbol, con frecuencia con la entrada en un nudo. A veces esta especie cría en colonias. La puesta suele constar de 2 a 4 huevos redondeados y de color blanco mate, que miden 20 x 17 mm. El periodo de incubación dura unos 17 días.

## Avicultura
Los loris coronipúrpura cautivos tienen fama de vivir poco tiempo. Casi nuca se ven en cautividad fuera de Australia.